# Kirchheim an der Weinstraße
Kirchheim an der Weinstraße ist eine Ortsgemeinde im pfälzischen Landkreis Bad Dürkheim, die der Verbandsgemeinde Leiningerland angehört, innerhalb derer sie gemessen an der Einwohnerzahl die sechstgrößte Ortsgemeinde darstellt. Der Ort liegt etwa 17 km nordwestlich von Ludwigshafen am Rand der europäischen Metropolregion Rhein-Neckar. Die Gemeinde hieß bis 1952 Kirchheim an der Eck.

## Geographie

### Lage

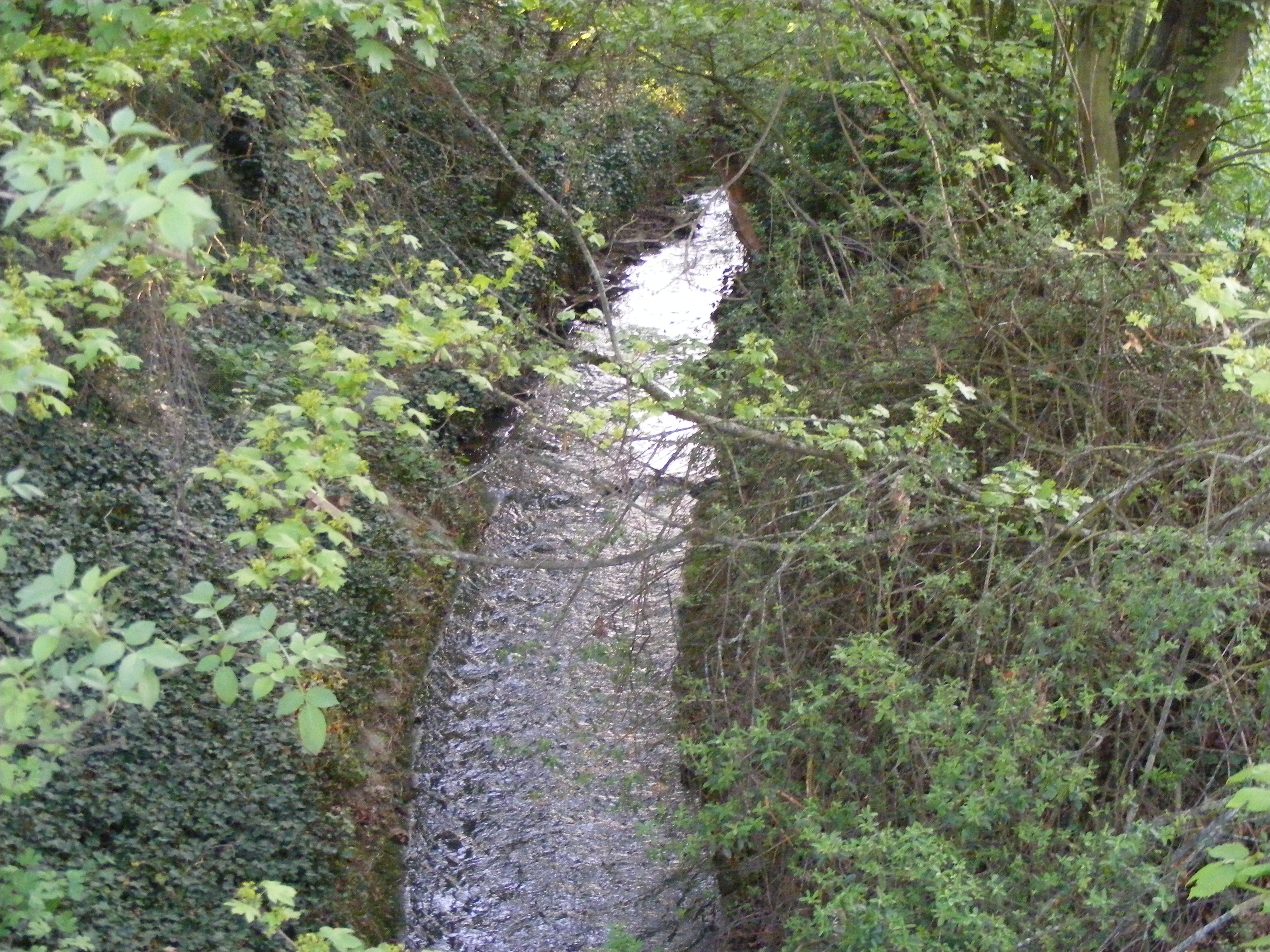
Eckbach vor der Unterquerung der B 271 in Kirchheim

Kirchheim liegt auf einer Höhe von knapp 150 m ü. NHN nahe dem nördlichen Ende der Deutschen Weinstraße am Westrand der 35 km breiten Rheinebene. Im Süden grenzt es an die Verbandsgemeinde Freinsheim. Westlich erhebt sich am Rand des Pfälzerwalds der Leininger Sporn als nördliche Fortsetzung der Haardt. Etwa 12 km südwestlich des Wohngebiets besitzt die Gemeinde im Quellbereich der Isenach eine etwa 2 km² große Waldfläche.
Nachbargemeinden Kirchheims sind im Uhrzeigersinn die Kleinstadt Grünstadt im Norden sowie die Dörfer Obersülzen, Großkarlbach, Bissersheim im Osten, Dackenheim im Süden, Weisenheim am Berg, Bobenheim am Berg und Kleinkarlbach im Westen.

### Erhebungen und Gewässer
Die Nordflanke des 190,8 m hohen Orlenbergs, eines Vorhügels des Leininger Sporns, liegt an der Grenze zu Bissersheim im Nordosten der Gemeindegemarkung. Durch den Ort fließt in östlicher Richtung der Eckbach, der regional auch die Eck genannt wird und bei Worms von links in den Rhein mündet. Am Nordrand der Gemeinde fließt dem Eckbach von links der knapp 1 km lange Seebergraben zu, der auch Schlossbach genannt wird.

## Geschichte

### Entwicklung bis 1900
Unten in der Aue des Eckbachs lag die Keimzelle des Ortes, der sich zunächst am rechten, dem südlichen Ufer empor ausbreitete. Das Güterverzeichnis des 764 gegründeten Klosters Lorsch enthält insgesamt vier Schenkungen aus „C(h)iricheim“, von denen drei auf 768, 770 und 774 datiert werden können, während die vierte undatierbar ist (LC 1272, 1076, 1271 und 3660). Die Gegend, in der so viele Bewohner Eigentum zu ihrem Seelenheil dem Heiligen Nazarius spendeten, lag damals „in pago Wormaciensis“, also im Wormsgau. Schenkungen aus anderen Gauen und Marken, zum Beispiel in „Kyrcheim“, haben die Historiker den Orten Kirchheim bei Heidelberg oder Kirchheimbolanden zugeordnet. Archäologische Funde deuten indessen auf eine Besiedlung bereits während der Bronzezeit hin.
Im Hochmittelalter war Kirchheim Lehen des Klosters Weißenburg, bis es 1250 teilweise und 1304 dann vollständig an das Grafengeschlecht der Leininger fiel. Im 15. Jahrhundert war das Dorf zeitweise im Besitz der Kurfürsten von der Pfalz. Das Kloster Otterberg war im Ort begütert. Das niederadlige Geschlecht der Kranich von Kirchheim benannte sich nach dem Dorf.
In der frühen Neuzeit erlebte Kirchheim mehrere Katastrophen: 1661 brach eine Pestepidemie aus, 1690, im Pfälzischen Erbfolgekrieg, zerstörten die Truppen Ludwigs XIV. das Dorf. 1757 wütete die Ruhr, und in der Zeit der Französischen Revolution gab es weitere Plünderungen und Zerstörungen. So wurde 1793 auch ein erst 1785 von den Leininger Grafen erbautes Schloss zerstört. Bis gegen Ende des 18. Jahrhunderts gehörte der Ort zur Linie Leiningen-Westerburg. 1795 fand vor Ort ein Gefecht statt, an dem das k.u.k. Husarenregiment „Wilhelm II. König von Württemberg“ Nr. 6 beteiligt war.
Von 1798 bis 1814, als die Pfalz Teil der Französischen Republik (bis 1804) und anschließend Teil des Napoleonischen Kaiserreichs war, war Kirchheim an der Eck – so der damalige Ortsname – in den Kanton Grünstadt eingegliedert und besaß eine eigene Mairie. 1815 hatte der Ort insgesamt 924 Einwohner. Im selben Jahr wurde er Österreich zugeschlagen. Bereits ein Jahr später wechselte er wie die gesamte Pfalz in das Königreich Bayern. Von 1818 bis 1862 gehörte die Gemeinde dem Landkommissariat Frankenthal an; aus diesem ging das Bezirksamt Frankenthal hervor. Das 19. Jahrhundert war von der Auswanderung vieler Kirchheimer und einem daraus resultierenden starken Bevölkerungsrückgang geprägt.

### Seit dem 20. Jahrhundert
Ab 1939 war Kirchheim Bestandteil des Landkreises Frankenthal (Pfalz). Nach dem Zweiten Weltkrieg wurde der Ort innerhalb der französischen Besatzungszone Teil des damals neu gebildeten Landes Rheinland-Pfalz. Die erste Hälfte des 20. Jahrhunderts brachte zahlreiche Kriegsopfer, davon 58 im Ersten und 54 im Zweiten Weltkrieg.
1952 wurde die Gemeinde in Kirchheim an der Weinstraße umbenannt. Im Zuge der ersten rheinland-pfälzischen Verwaltungsreform wechselte sie 1969 in den neu geschaffenen Landkreis Bad Dürkheim. Drei Jahre später wurde sie der ebenfalls neu gebildeten Verbandsgemeinde Grünstadt-Land zugeordnet, welche 2018 in der Verbandsgemeinde Leiningerland aufging.
2006 versuchte die NPD, in Kirchheim ein Fortbildungszentrum zu eröffnen. Dazu sollte die ehemalige Gräfliche Leininger Mühle, deren Wirtschaftsgebäude schon seit geraumer Zeit als Gaststätte diente, erworben und umgebaut werden. Der Ankauf des Anwesens scheiterte, weil die Verbandsgemeinde Grünstadt-Land veranlasste, dass es unter Denkmalschutz gestellt wurde, der mit einer Veränderungssperre verbunden war. Am 13./14. Mai 2006 war das Wirtschaftsgebäude durch eine ungeklärte Brandstiftung schwer beschädigt worden. Als Täter verdächtigt wurden einerseits militante NPD-Gegner, andererseits auch die Partei selbst, die den Kaufpreis habe drücken wollen. Im Frühjahr 2009 wurde das nicht unter Denkmalschutz stehende Wirtschaftsgebäude abgerissen; die übrige Anlage sollte saniert werden.
Seit Ende des 19. Jahrhunderts besaß Kirchheim eine Synagoge; diese überstand die Zeit des Nationalsozialismus und dient mittlerweile als Wohnhaus.

### Konfessionsstatistik
2007 waren 45,9 % der Einwohner evangelisch und 26,9 % katholisch. Die übrige 27,2 % gehörten einer anderen Glaubensgemeinschaft an oder waren konfessionslos. Der Anteil der Katholiken und Protestanten an der Gesamtbevölkerung ist seitdem gesunken, während der Anteil der Einwohner mit sonstiger Konfession oder ohne Konfession zugenommen hat. Mit Stand Januar 2025 waren von den Einwohnern 34,1 % evangelisch, 20,5 % katholisch und 45,4 % gehörten einen sonstigen oder keiner Glaubensgemeinschaft an.

## Politik

### Gemeinderat
Der Gemeinderat in Kirchheim besteht aus 16 Ratsmitgliedern, die bei der Kommunalwahl am 9. Juni 2024 in einer personalisierten Verhältniswahl gewählt wurden, und dem ehrenamtlichen Ortsbürgermeister als Vorsitzendem.
Die Sitzverteilung im Gemeinderat:
| Wahl | SPD | CDU | FWG | KL | Gesamt   |
| ---- | --- | --- | --- | -- | -------- |
| 2024 | 4   | 3   | 9   | –  | 16 Sitze |
| 2019 | 4   | 4   | 7   | 1  | 16 Sitze |
| 2014 | 4   | 7   | 3   | 2  | 16 Sitze |
| 2009 | 5   | 6   | 3   | 2  | 16 Sitze |
| 2004 | 5   | 5   | 3   | 3  | 16 Sitze |

- FWG = Freie Wählergruppe Kirchheim e. V.
- KL = Wählergruppe Kirchheimer Liste e. V.

### Bürgermeister
Thomas Dhonau (SPD) wurde am 10. September 2024 Ortsbürgermeister von Kirchheim an der Weinstraße. Bei der Direktwahl am 9. Juni 2024 war er als einziger Bewerber mit einem Stimmenanteil von 71,3 % für fünf Jahre gewählt worden.
Dhonaus Vorgänger Kay Kronemayer (FWG) hatte sich bei einer Stichwahl am 16. Juni 2019 mit einem Stimmenanteil von 65,19 % gegen seinen Amtsvorgänger Robert Brunner (CDU) durchgesetzt, nachdem bei der Kommunalwahl am 26. Mai 2019 keiner der ursprünglich drei Kandidaten eine ausreichende Mehrheit erreicht hatte. Bei der Direktwahl am 9. Juni 2024 trat Kronemayer nicht erneut an.

### Wappen
| Wappen von Kirchheim an der Weinstraße | Blasonierung: „Von Silber und Blau gespalten, rechts ein schwarzes Andreaskreuz, links auf grünem Grund eine rotgedeckte silberne Kirche mit goldenem Kreuz“                                                                                |
| Wappen von Kirchheim an der Weinstraße | Wappenbegründung: Es wurde 1904 per Ministerialentschließung in München genehmigt und geht zurück auf ein Siegel von 1509. Die Kirche verweist redend auf den Ortsnamen. Das Kreuz erinnert an den hl. Andreas, den Patron der Pfarrkirche. |

## Sehenswürdigkeiten und Kultur

### Bauwerke
Der Ortskern, bestehend aus Hintergasse 2, Kleinkarlbacher Str. 2 sowie Weinstraße Nord 1–43, ist als Denkmalzone ausgewiesen. Für den Gemeindebereich werden im Verzeichnis der Generaldirektion Kulturelles Erbe Rheinland-Pfalz 30 Bauten oder Gebäudeteile als schutzwürdig aufgeführt. Dazu zählen:
Andreaskirche – Wahrzeichen Kirchheims ist die protestantische Andreaskirche, die im Wesentlichen aus der Spätgotik stammt und besonders am Turm barocke Ergänzungen und Ausbauten erfahren hat. Innen steht, mit einer Annaselbdritt-Gruppe aus dem Mittelalter, einer der ältesten Altäre der Pfalz. Mit der Hartung-Orgel von 1750, die 1993 durch die Firma Mönch (Überlingen) restauriert wurde, verfügt die Kirche über ein Instrument mit 24 Registern.
Protestantisches Pfarrhaus – Das Protestantische Pfarrhaus nebenan ist ein spätbarocker Walmdachbau mit Fachwerkanteilen und stammt aus dem ausgehenden 18. Jahrhundert.
Friederich-Diffiné-Haus – Das Gebäudeensemble des Friederich-Diffiné-Hauses gegenüber der Andreaskirche besteht aus einem barocken Mansardwalmdachbau von 1732/37 und einem klassizistischen Wirtschaftsgebäude von 1844. Es dient als Dorfgemeinschaftshaus, außerdem wird in den Räumlichkeiten die Volkshochschule Kirchheim-Bissersheim betrieben.

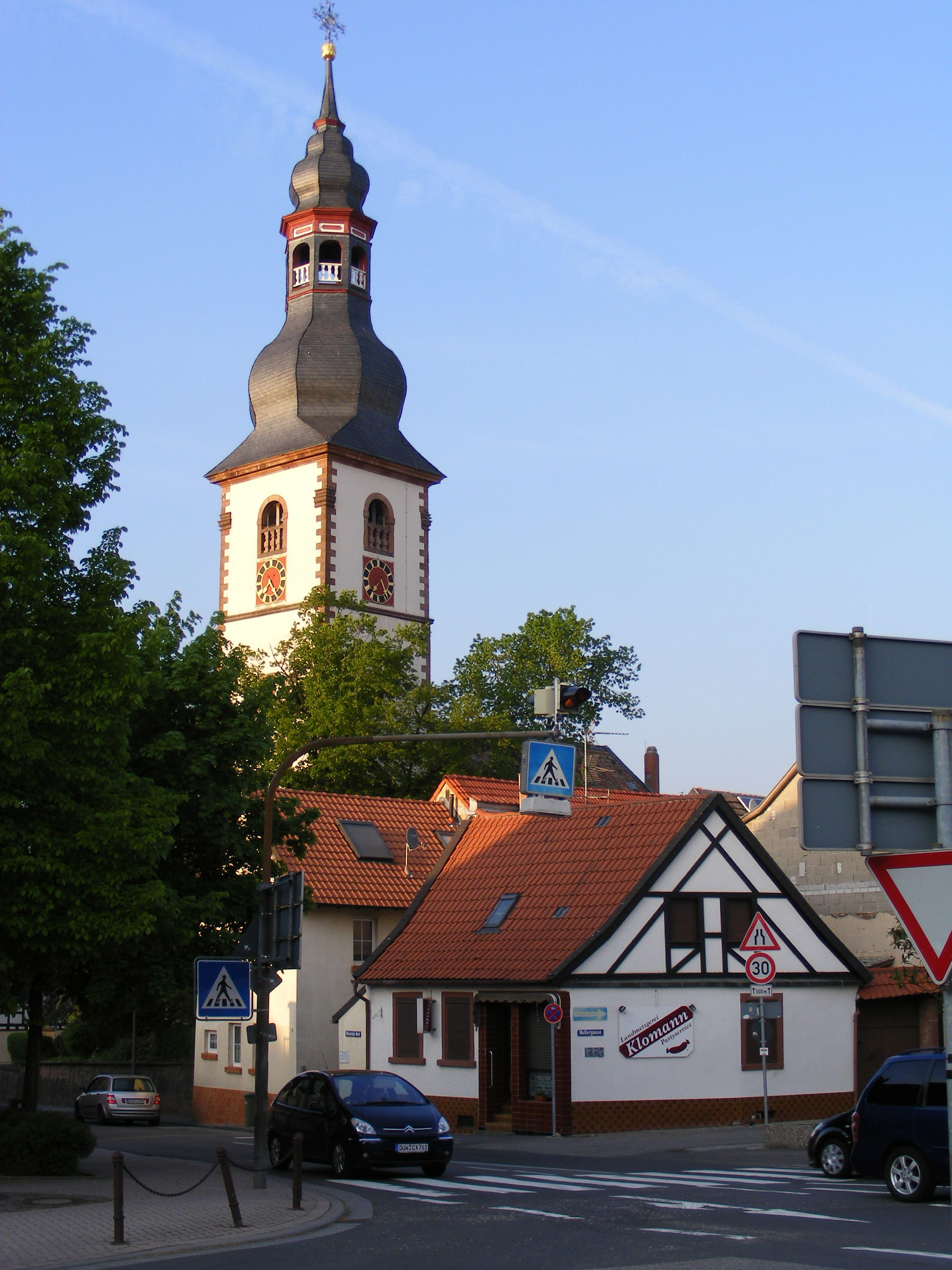
Andreaskirche mit barocker Turmhaube
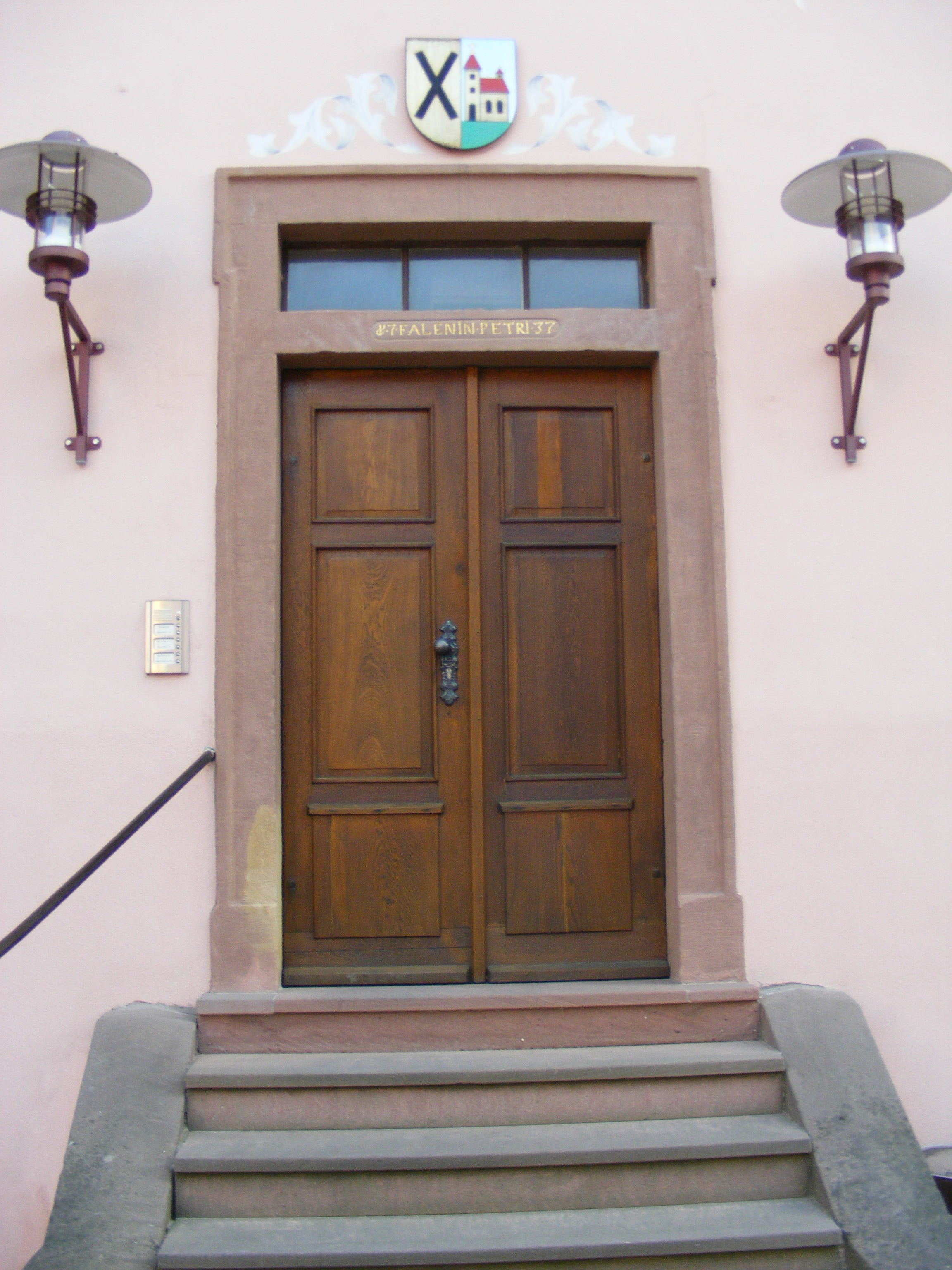
Friederich-Diffiné-Haus, Haupthaus-Portal
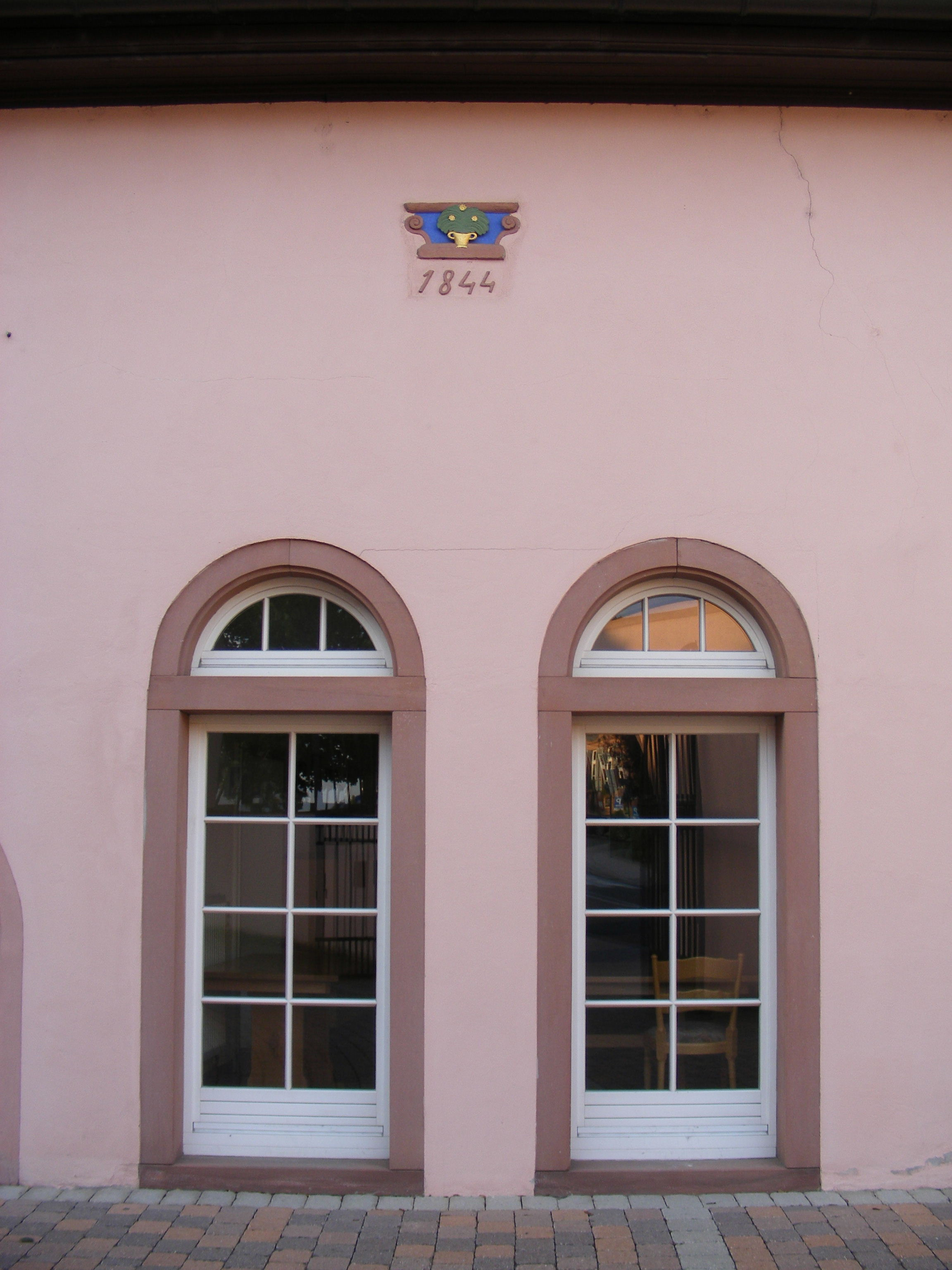
Friederich-Diffiné-Haus, Wirtschaftsgebäude
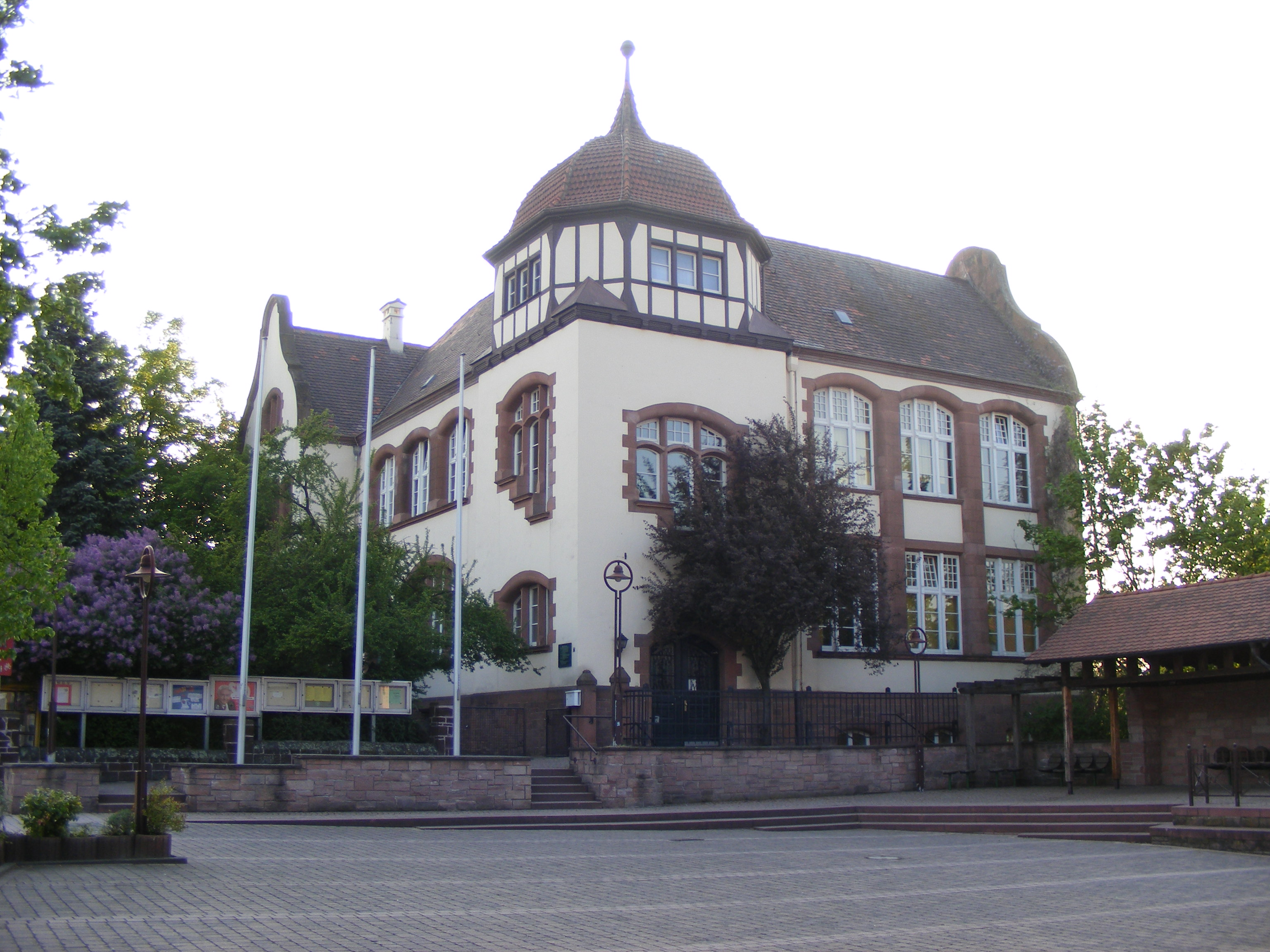
Schulhaus von 1903/04

Wormsischer Klosterhof – Der Wormsische Klosterhof, dessen Name auf das frühere Hochstift Worms hinweist, ist ein seit 1617 bezeugter Dreiseithof mit Renaissance-Treppenturm.
Altes Rathaus – Das Alte Rathaus weist Zierfachwerk auf mit Motiven aus Gotik und Renaissance und ist 1574 und 1595 urkundlich erwähnt.
Schulhaus – Das Schulhaus westlich neben dem Friederich-Diffiné-Haus wurde 1903/04 nach Plänen des Mannheimer Architekten Albert Friedrich Speer (Vater des gleichnamigen NS-Architekten) als späthistoristischer Putzbau errichtet und beherbergt heute die Grundschule des Ortes.
Eckbachmühlen – Entlang des Eckbachs verläuft der Eckbach-Mühlenwanderweg. Am Bach wurden früher zahlreiche Mühlen betrieben; auf der Gemarkung des Dorfes sind Kandel- oder Oligmühle und Eselsmühle noch mehr oder weniger gut erhalten. Inzwischen abgebrochen wurde die Kochsche Mühle; ihren volkstümlichen Namen Gräfliche Leininger Mühle verdankt sie dem Umstand, dass sie 1751/52 Eigentum der Gräfin Christiane Wilhelmine zu Leiningen war, die 1749 Carl Friedrich Wilhelm zu Leiningen geheiratet hatte, den ersten zum Fürsten erhobenen Leininger.
Nordöstlich des Ortes, in Richtung Grünstadt, lag das im 16. Jahrhundert untergegangene Templerhaus Kirchheim. Dies war anfangs eine Kommende des Templerordens, später diente es als Niederlassung des Malteserordens und als Siechenhaus.

### Friedhöfe
Gleichfalls als Denkmalzonen ausgewiesen sind:
- der Gemeindefriedhof an der Kleinkarlbacher Straße (1835 angelegt) mit klassizistischen bzw. historistischen Grabmälern, die im 19. bzw. im frühen 20. Jahrhundert entstanden sind;
- der jüdische Friedhof an der B 271 südlich der Bebauungsgrenze, der von 1887 bis 1962 belegt war und noch acht zwischen 1907 und 1918 gesetzte Grabsteine aufweist.

### Regelmäßige Veranstaltungen
Ein überregional bekannter kultureller Höhepunkt des Ortes ist alljährlich seit 1990 der Kirchheimer Konzertwinter. In der Andreaskirche finden von September bis März sechs Konzerte mit je einem thematischen Schwerpunkt statt. Im Zentrum stehen kammermusikalische Werke und häufig die Wiederentdeckung vergessener Komponisten. Gründer und künstlerischer Leiter der Konzertreihe ist der Bassbariton und Bachpreisträger Dominik Wörner.
Durch den Ort führt der Marathon Deutsche Weinstraße, der seit 1998 in zweijährlichem Turnus ausgetragen wird.

## Wirtschaft und Infrastruktur

### Wirtschaft
Hauptwirtschaftsfaktoren sind Weinbau und Tourismus. Kirchheim gehört zur pfälzischen Weinbauregion Mittelhaardt-Deutsche Weinstraße. Vor Ort existieren die Großlage Schwarzerde sowie die Einzellagen Geißkopf, Kreuz, Römerstraße und Steinacker.

### Verkehr

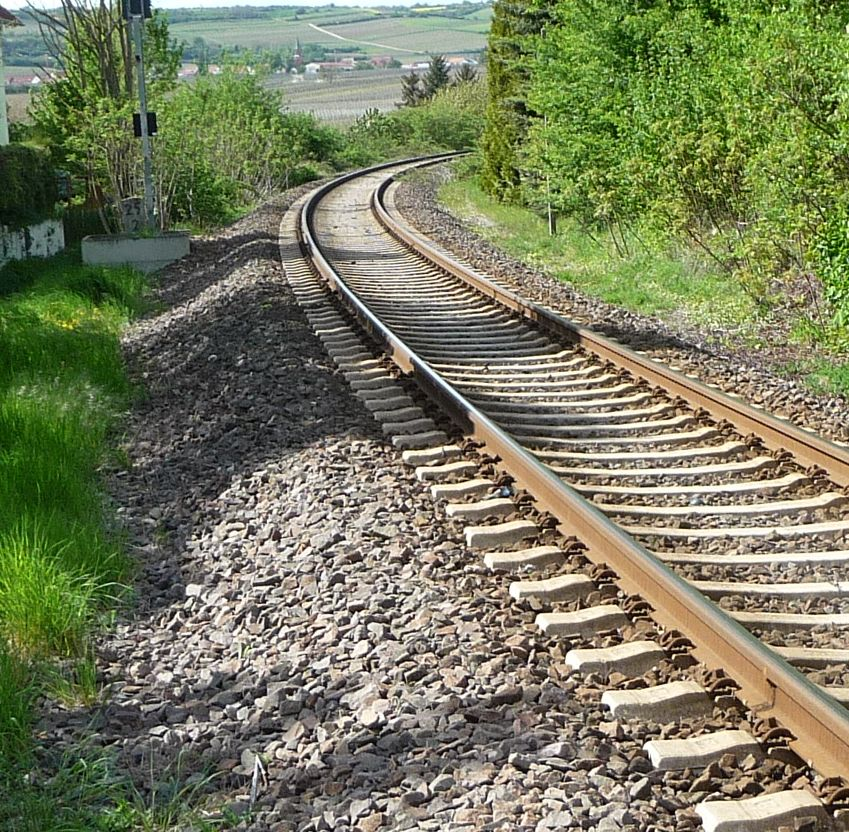
Strecke der Nordbahn
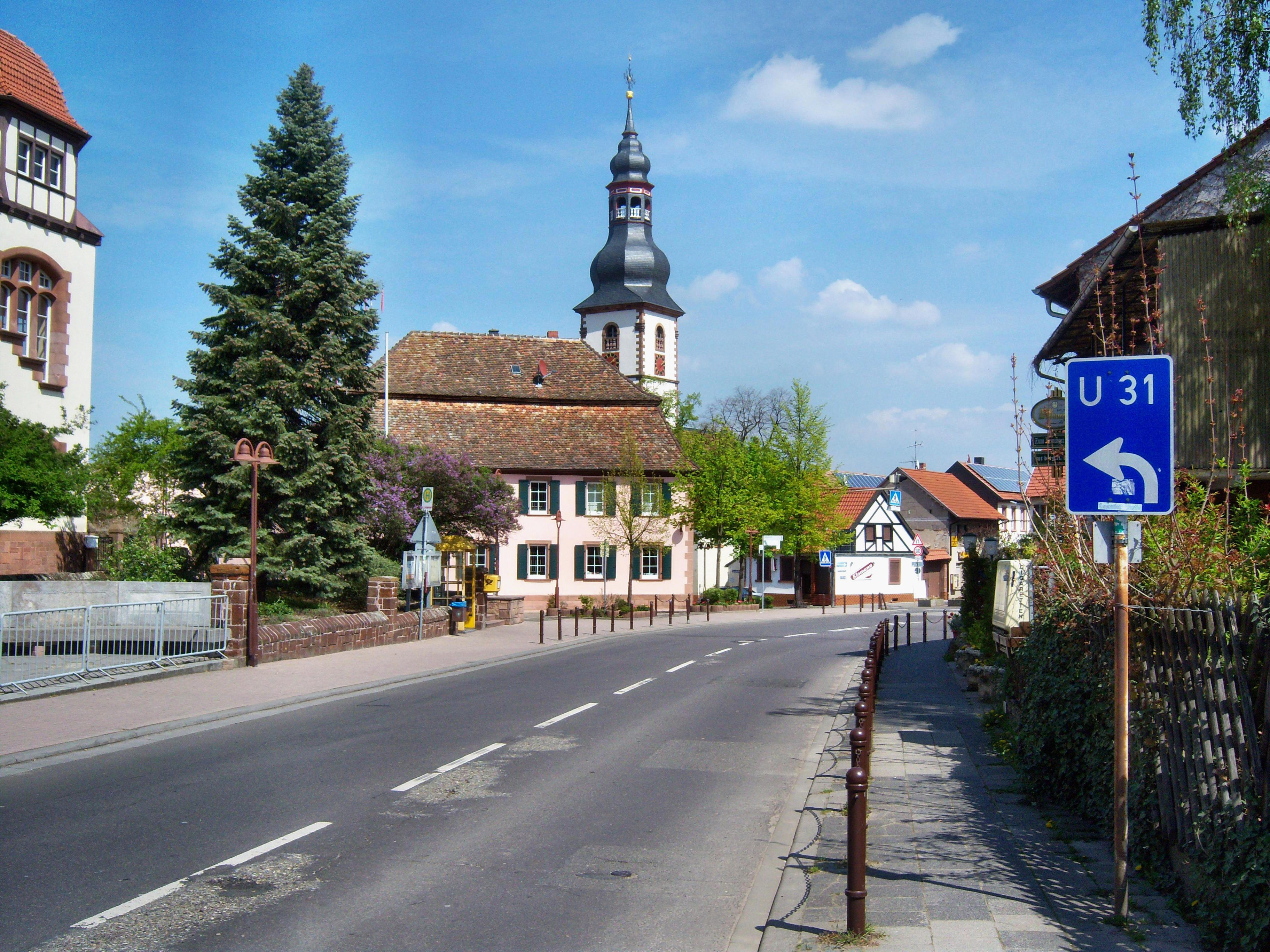
Kleinkarlbacher Straße
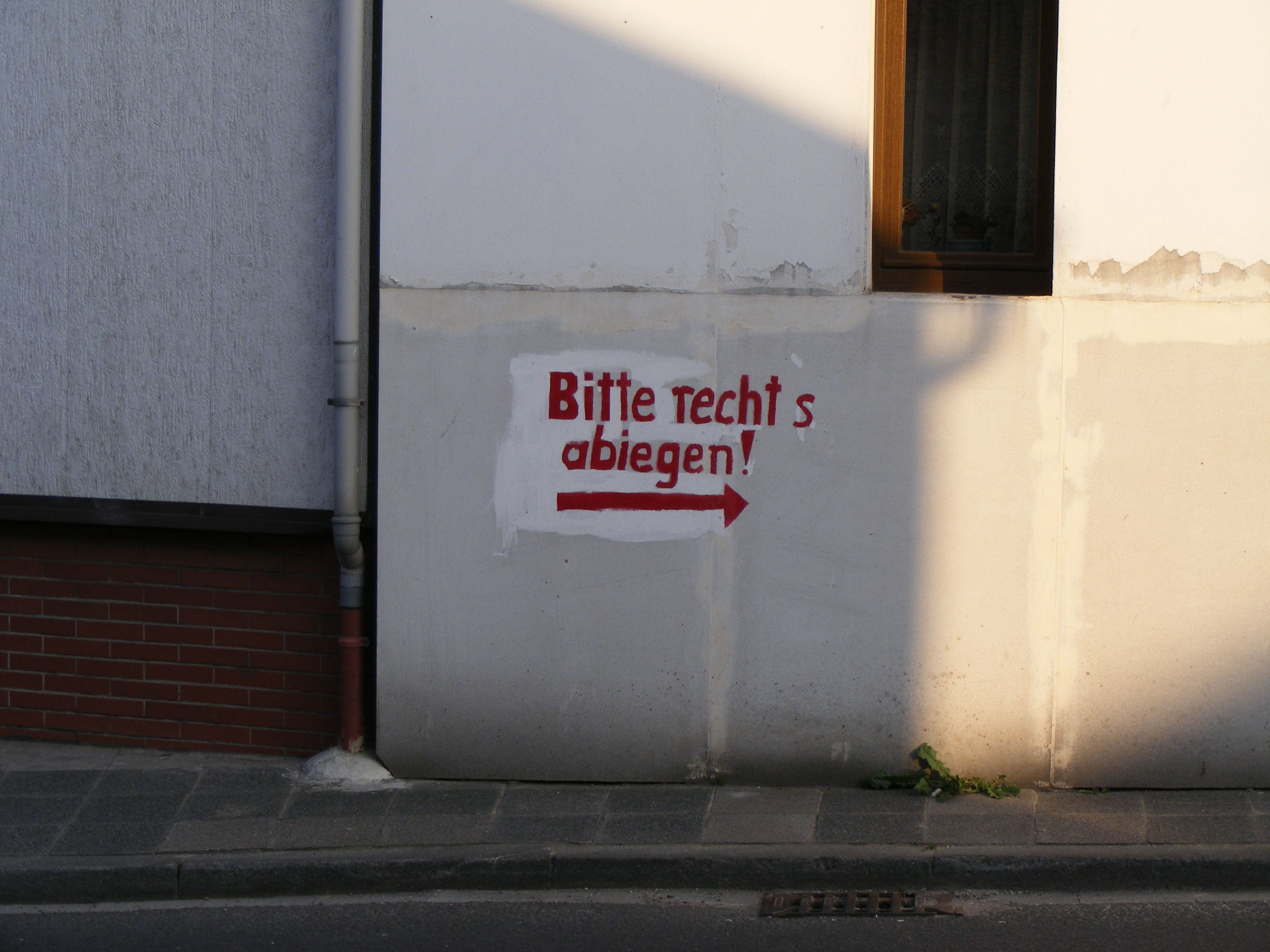
„Umleitungsanweisung“ an einem unfallgeschädigten Haus (2009)
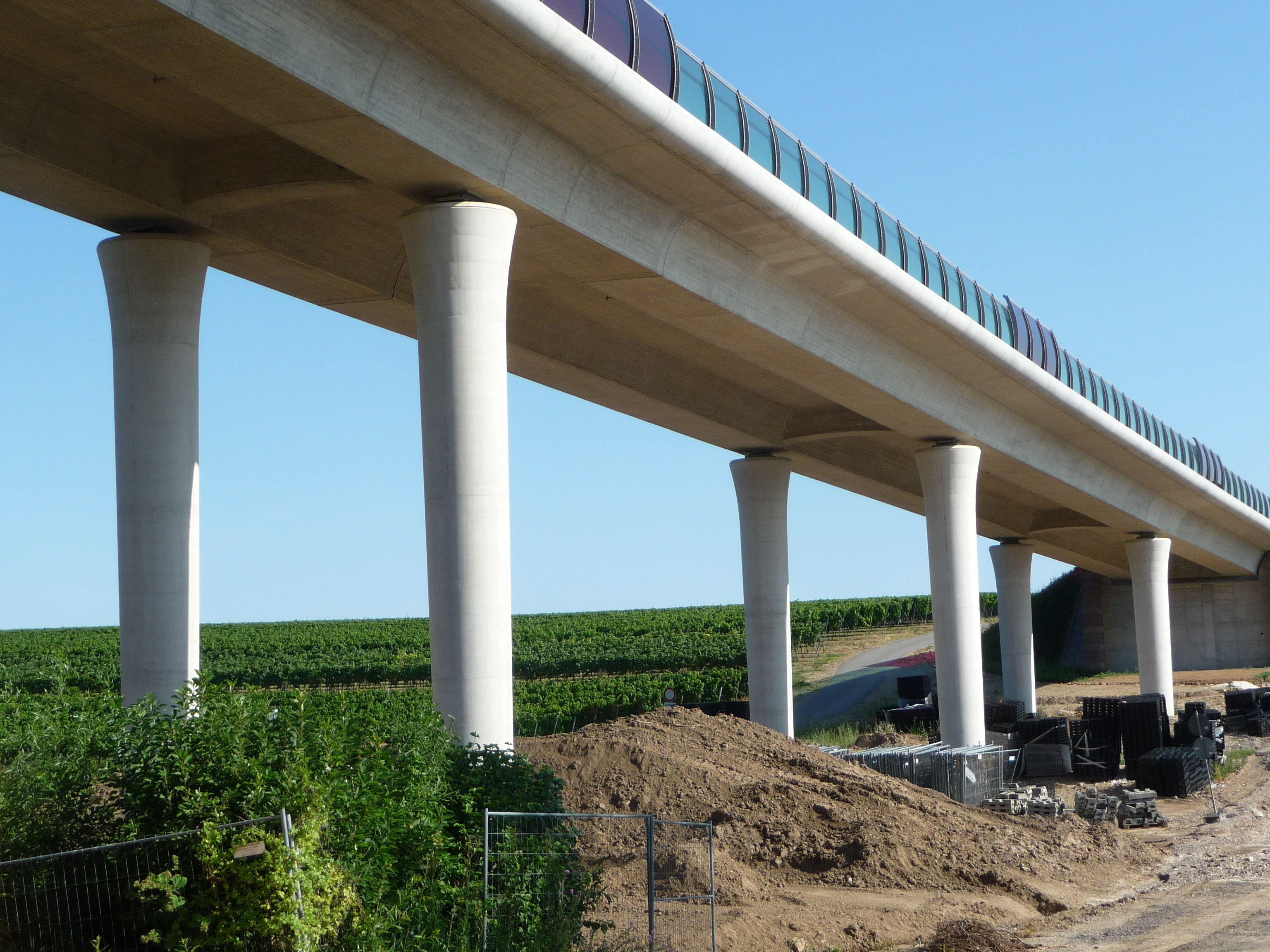
Westumgehung (seit 2018)

#### Bahn
Die eingleisige Bahnstrecke Neustadt-Bad Dürkheim–Grünstadt–Monsheim führt durch den Ort, der Haltepunkt und frühere Bahnhof Kirchheim wird im Taktverkehr von Regionalbahnen bedient. Der öffentliche Nahverkehr ist in den Verkehrsverbund Rhein-Neckar (VRN) integriert, es gelten dessen Gemeinschaftstarife. Es verkehren Züge der Relationen Neustadt–Grünstadt und Frankenthal–Ramsen.

#### Straße
Der Ort liegt 2 km südlich der Autobahn 6 (Saarbrücken–Mannheim); die nächstgelegene Anschlussstelle Grünstadt befindet sich trotz ihres Namens auf Kirchheimer Gemarkung. Die Bundesstraße 271 (Bad Dürkheim–Monsheim), hier identisch mit der Deutschen Weinstraße, führte bis 2018 noch mitten durch Kirchheim und über einen mit Halbschranken gesicherten Bahnübergang; einen gleichartigen Übergang besitzt die Kleinkarlbacher Straße. Durch Kirchheim verlaufen außerdem die Landesstraße 520, die Kreisstraße 1 und die Deutsche Alleenstraße.
Der Bau einer Ortsumgehung für die B 271 wurde von den Einwohnern seit mehreren Jahrzehnten angestrebt. Ein durch Unfallschäden an seinem Hausanwesen betroffener Bürger empfahl durch eine Aufschrift an der Außenmauer mit einem ironisch gemeinten Abbiegehinweis eine entsprechende Umleitung.
Im Februar 2009 erließ der Landesbetrieb Mobilität in Speyer nach sechsjährigem Verfahren einen Planfeststellungsbeschluss, der die Westumgehung festschrieb. Sie sollte nach damaligem Stand 16,4 Millionen Euro kosten und von (im Jahre 2005 erfassten) 13.000 Fahrzeugen pro Tag etwa 11.000 von der Ortsdurchfahrt abhalten. Seit August 2015 war die Westumgehung im Bau. Sie kostete am Ende knapp 22 Millionen Euro und war im November 2018 weitgehend fertiggestellt.
Innerörtlich war im Vorfeld lange über die Vor- und Nachteile einer West- bzw. Osttrasse gestritten worden. Die Osttrasse wäre billiger gekommen, weil sie in dieser Form zwischen Neustadt an der Weinstraße und Bad Dürkheim bereits verwirklicht ist und Kirchheims Nachbargemeinden sie ebenfalls planen; zudem hätte sie durch flacheres und preisgünstigeres Ackerland geführt. Die Westtrasse, die von einer Mehrheit unter den Bürgern favorisiert wurde, verbrauchte nach Meinung ihrer Gegner wertvolles Weinberggelände und erforderte zusätzliche Kreuzungs- und Brückenbauwerke sowohl mit der alten B 271 als auch mit der Bahnstrecke.

#### Rad- und Wanderwege
Die Gemeinde liegt am Radweg Deutsche Weinstraße sowie am Eckbach-Mühlenwanderweg.

### Freiwillige Feuerwehr
Im Frühjahr 2009 wurde an der Kleinkarlbacher Straße ein neues Feuerwehrhaus in Betrieb genommen, das die Stützpunktfeuerwehr Kirchheim-Kleinkarlbach beherbergt. Weil die Ausfahrt zur Straße in einer Kurve liegt, musste eigens eine Bedarfsampel installiert werden.

## Persönlichkeiten

### Söhne und Töchter des Ortes
- Ottilie Kranich von Kirchheim (* um 1450), Mutter des Speyerer Fürstbischofs Philipp von Flersheim und Schwiegermutter des Ritters Franz von Sickingen
- Johann Conrad Fabritius (1673–1722), gräflich leiningischer Oberschultheiß von Grünstadt (Epitaph an der Martinskirche Grünstadt)
- Johann Friedrich Christian Hess (1785–1845), Architekt des Klassizismus, Sohn von J. G. C. Hess
- Willi Jakobs, langjähriger Bürgermeister, Heimatforscher
- Eugen Keller (1904–1995), Maler und Bildhauer
- Henric Hackmann (* 2003), deutscher Radsportler

### Weitere Persönlichkeiten
- Johann Georg Christian Hess (1756–1816), Architekt des Klassizismus, Vater von J. F. C. Hess
- Albert Friedrich Speer (1863–1947), Architekt, entwarf 1903 und 1904 das örtliche Schulhaus.
- Theo Fehn (1910–1984), Pfarrer der Evangelischen Landeskirche der Pfalz sowie Glockenexperte und -sachverständiger, verbrachte ab 1974 seinen Ruhestand vor Ort.
- Dieter Schroth (* 1948), Herrenausstatter, lebt seit 2015 in Kirchheim.
- Manfred Schwarz (* 1956), eröffnete 2017 vor Ort das Schwarz Restaurant.
- Harald Glööckler (* 1965), Modedesigner, lebte von 2015 bis 2023 in Kirchheim.[22]
- Dominik Wörner (* 1970), Gründer und Leiter des Kirchheimer Konzertwinters
- Sylvia Benzinger (* 1978), Deutsche Weinkönigin 2005/2006, wuchs in Kirchheim auf.